# Castell d'Almenar
Del Castell d'Almenar es conserven restes de murs i d'una torre central quadrada que són declarades bé cultural d'interès nacional. Situada al cim del turó d'Almenar s'hi troba aquesta antiga torre de guaita origen del topònim del poble, doncs, precisament, al-manàr significa torre de guaita des d'on es fan senyals amb foc i/o fum.

## Descripció
Restes de murs i d'una torre central quadrada.

## Història
La primera menció escrita que es coneix del castell és del període andalusí, concretament del moment en què el Cid va prendre l'antic castell d'Almenar a al-Mundir de Lleida per compte d'al-Mu'tamin de Saragossa, per tal de pressionar les fronteres de Lleida (1085). A conseqüència d'això el van restaurar i convertir en una veritable fortalesa. A partir de l'any 1087 el monarca aragonès i el comte d'Urgell Ermengol V iniciaren una campanya de conquesta sobre punts tan importants com Montsó o Balaguer. Fruit d'aquesta campanya, l'any 1093 caigué la fortalesa d'Almenar, però tot i que això comportaria el conqueriment del castell, el veritable procés de colonització d'Almenar començà a partir de l'any 1147, moment en què el comte de Barcelona Ramon Berenguer IV emeté una carta de població atorgant el castell d'Almenar a cent homes de Balaguer. Sembla que l'objectiu principal d'aquesta carta era consolidar el castell fronterer com a avançada en la conquesta definitiva de Lleida (1149). Pere Ramon d'Erill seria nomenat castlà de la fortalesa.
L'any 1224 el rei Jaume I atorgà al batlle de Lleida Ramon Ramon la potestat del castell, amb els mateixos drets que els castlans, els Erill. Al segle xiv, però, Almenar va perdre la seva categoria de vila reial i passà a mans de Pere de Carcassona.
El castell d'Almenar tingué un paper força representatiu en les diferents guerres que sacsejaren Catalunya, com la guerra dels Segadors (1640-1652) i la guerra de Successió (1702-1714). L'any 1845 P. Madoz descrivia un castell molt malmès, però l'any 1874 el castell es refeia. Es va mantenir fins al 1938, moment en què es va veure afectat pels combats de la guerra civil. Actualment del castell només en resten alguns murs d'època difícil de determinar.
Consta l'any 1095 que, dins el recinte del castell, hi hagué la capella de Sant Joan, avui totalment desapareguda. En aquesta data el comte d'Urgell Ermengol V la concedí a la canònica de Santa Maria de Solsona.